# Necremnus purpurascens
Necremnus purpurascens är en stekelart som först beskrevs av Walker 1874.  Necremnus purpurascens ingår i släktet Necremnus och familjen finglanssteklar. Inga underarter finns listade i Catalogue of Life.